# Vadarci
Vadarci – wieś w Słowenii, w gminie Puconci. W 2018 roku liczyła 329 mieszkańców.